# سیکورسکی سی‌اچ-۵۳ئی سوپر استالیون
سیکورسکی سی‌اچ-۵۳ئی سوپر استالیون (به انگلیسی: Sikorsky CH-53E Super Stallion) یک بالگرد ساختِ کارخانهٔ سیکورسکی در کشور ایالات متحده آمریکا است. نخستین استفاده‌کنندهٔ این بالگرد نیروی تفنگداران دریایی ایالات متحده آمریکا بوده‌است. این بالگرد برای نخستین بار در ۱ مارس ۱۹۷۴ میلادی مورد استفاده قرار گرفت.